# Steve Fossett
James Stephen "Steve" Fossett (Jackson, Tennessee, Estados Unidos, 22 de abril de 1944 - 3 de septiembre de 2007) fue un millonario y aventurero estadounidense.
Es conocido por varios récords, incluido cinco circunnavegaciones de la Tierra sin escalas: como un solo navegante de larga distancia, como marinero, y como piloto de avión de ala fija de vuelo en solitario
Fue la primera persona en volar en solitario sin escalas alrededor del mundo en un globo.
Desde pequeño, Fossett mostró una inclinación especial hacia la aventura, siendo miembro de los scouts dentro del Comité Scout Mundial, y de la Royal Geographical Society. Ya adulto, hizo fortuna como consultor financiero y agente de bolsa. Parte de su fortuna la dedicó a financiar sus aventuras.

## Primeros años
Fossett nació en Jackson, Tennessee y creció en Garden Grove (California), donde se graduó de Garden Grove High School. 
El interés de Fossett por la aventura comenzó temprano. Como Boy Scout, creció escalando las montañas de California, comenzando con las montañas de San Jacinto. "Cuando tenía 12 años escalé mi primera montaña, y seguí adelante, emprendiendo proyectos más diversos y grandiosos". Fossett dijo que no tenía un don natural para el atletismo o los deportes de equipo, por lo que se centró en actividades que requerían persistencia y resistencia. Su padre, un Eagle Scout, alentó a Fossett a realizar este tipo de aventuras y lo animó a involucrarse temprano con los Boy Scouts. Se convirtió en un miembro activo de Troop 170 en Orange, California. A la edad de 13 años, Fossett obtuvo el rango más alto de Eagle Scout de los Boy Scouts. Fue miembro de Honor de Vigilia de la Orden de la Flecha, la sociedad de honor de los Boy Scouts, donde se desempeñó como jefe de la logia. 
También trabajó como guardabosques en Philmont Scout Ranch en Nuevo México durante el verano de 1961. Fossett dijo en 2006 que el Movimiento Scout era la actividad más importante de su juventud.

## Desaparición y declaración de fallecimiento
Steve Fossett permaneció desaparecido desde el 3 de septiembre de 2007, cuando el avión que pilotaba sobre el desierto de Nevada, un monomotor Bellanca Citabria Super Decathlon, no regresó a la base.
La Patrulla Civil Aérea lo buscó desde ese momento sin éxito hasta su definitiva declaración de fallecimiento por un juez de Chicago, el 15 de febrero de 2008.
El 2 de octubre de 2008 se encontraron los restos de su avión en el área de Mammoth Lakes, California, y a finales del mismo mes se encontraron algunos de sus artículos personales cerca del mismo lugar.
Hacia finales de octubre de 2008, un excursionista encontró las tarjetas de identificación de Fossett en las montañas de Sierra Nevada, California, poco después del descubrimiento de los restos del avión. Los únicos restos conocidos de Fossett, dos huesos grandes, se encontraron a media milla del sitio del accidente, probablemente esparcidos por animales salvajes.
El 3 de noviembre de 2008 se confirmó que las pruebas de ADN practicadas a los restos óseos hallados correspondían a Steve Fossett.

## Récords y aventuras
Entre sus más de 100 récords destacan los siguientes:
- 1985 - Atraviesa el Canal de la Mancha a nado.
- 1995 - Primera persona en cruzar el Océano Pacífico en solitario en globo aerostático.
- 2002 - Primer hombre en dar la vuelta al mundo en un globo en solitario y sin escalas. Lo hizo partiendo de Northam (Australia) el 19 de junio de 2002 y regresando el 2 de julio de ese mismo año. Antes lo intentó cinco veces y una vez casi le cuesta la vida, al caer su globo desde 8.000 metros.
- 2004 - Récord de la vuelta al mundo a vela sin escalas, a bordo del catamarán Cheyenne.
- 2005 - Primera persona en dar la vuelta al mundo en aeroplano en solitario y sin escalas, a bordo del Virgin Atlantic GlobalFlyer, un jet monomotor. Permaneció 67 horas seguidas en el aire.
- 2006 - Bate, en solitario, el récord de distancia de vuelo sin escalas con 42.469,4 kilómetros (26.389,3 millas) volando durante 76 horas y 45 minutos. El anterior récord de distancia para vuelo sin escalas, estaba en 40.204 kilómetros y fue establecido en 1986 por la nave ligera Voyager pilotada por Dick Rutan y Jeanna Yeager.